# Rusa III
Rusa III fou rei d'Urartu des de l'any 670 aC aproximadament, fins al 646 aC.
Durant el seu regnat es va dur a terme una disputa pel país de Xupria amb Assíria (el 673 aC els assiris van cremar la capital, Uppumé). Les hostilitats semblaren aturades cap al 670 aC.
Assurbanipal d'Assíria va conquerir el regne de Manna i va expulsar al seu rei Akhsheri, en resposta a un atac de Manna, que era aliat dels escites.
El va succeir Sarduri III.